# Apparitions mariales de Notre-Dame de Guadalupe
Les apparitions mariales de Notre-Dame de Guadalupe désignent les apparitions de la Vierge qui se seraient produites à Mexico en 1531, sur la colline de Tepeyac, à l'Indien Juan Diego. La Vierge, qui serait apparue comme une jeune fille métisse vêtue comme une princesse aztèque, aurait demandé à l'Indien de se rendre auprès de l'évêque pour faire construire un lieu de culte sur cette colline. L'évêque, sceptique, aurait demandé un signe. Le 12 décembre 1531, l'évêque aurait reçu deux « signes miraculeux » : des roses d'Espagne cueillies fraîches en plein hiver à Mexico, et l'impression « miraculeuse » de l'image de la Vierge sur le manteau, la tilma, de Juan Diego. Après cela, l'évêque aurait reconnu l'authenticité des apparitions.
Ces apparitions n'ont fait l'objet d'une véritable enquête canonique qu'en 1666. À la suite de cette enquête, les autorités du Saint-Siège se sont prononcées favorablement, en 1754, vis-à-vis du culte de Notre-Dame de Guadalupe, et des apparitions de 1531. Avant même cette reconnaissance, une grande dévotion à Notre-Dame de Guadalupe, s'était développée dans toute la Nouvelle-Espagne envers cette « Vierge métisse ». Aujourd'hui, le plus grand pèlerinage chrétien du monde se déroule dans la basilique Notre-Dame-de-Guadalupe de Mexico. Cependant, bien que l’Église catholique ait donnée de multiples signes de reconnaissance envers ce culte et ces apparitions, y compris au niveau papal, les différentes enquêtes canoniques ne se sont jamais conclues par une reconnaissance officielle des apparitions en bonne et due forme. Si bien qu'à ce jour, ces apparitions pourtant très célèbres et vénérées, n'ont toujours pas été canoniquement reconnues comme authentiques.
Ces apparitions font également l'objet de contestations de la part de certains historiens depuis la fin du XVIIIe siècle. Ces derniers s'appuient sur le manque de publications contemporaines ou proches des événements (les premières publications ont eu lieu un siècle plus tard). Cependant, des manuscrits anciens, écrits en langue nahuatl, ainsi que des codex picturaux témoignent de ces événements et sont contemporains des événements (environ vingt à trente ans). Un débat est ouvert sur ce point avec les historiens qui reconnaissent l'historicité de ces sources.

## Historique

### Premiers écrits et publications
Les premières publications sont postérieures de plus d'un siècle des événements. Mais les écrits manuscrits les plus anciens sont presque contemporains des apparitions.
Premiers écrits

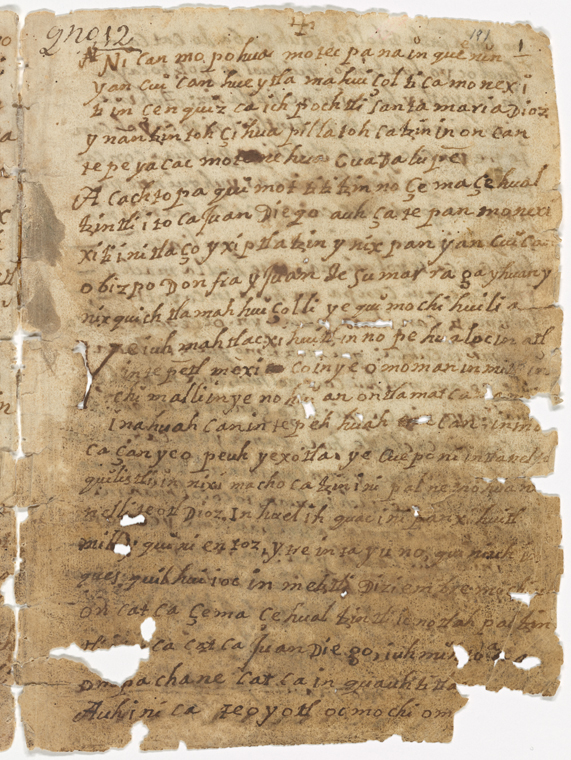
Copie du Nican mopohua conservé à la bibliothèque de New-York et daté du milieu du XVIe siècle.

Le récit de référence pour les apparitions est le Nican mopohua, attribué, depuis la fin du XVIIe siècle, à Antonio Valeriano (1531–1605), un Aztèque autochtone éduqué par les franciscains et qui a beaucoup collaboré avec Bernardino de Sahagún. Une version manuscrite du Nican mopohua, qui est conservée à la bibliothèque publique de New-York, est datée autour de 1550 (soit 20 ans après les faits) et serait l'œuvre (de Valeriano) que Lasso a reprise telle qu'elle dans la composition son Huei tlamahuiçoltica un siècle plus tard. La plupart des autorités scientifiques s'accordent sur la datation du manuscrit et sur le fait que Valeriano serait l'auteur du texte original,,.
Un document manuscrit ancien évoquant les apparitions, daté du milieu du est XVIe siècle, est le Codex Escalada. Ce document est une feuille de parchemin manuscrite évoquant les apparitions de la Vierge Marie et la figure de Juan Diego. Le document contient également le glyphe d'Antonio Valeriano et il est accompagné de la signature de Fray Bernardino de Sahagún. Le parchemin contient les gloses suivantes : « 1548 Également en cette année de 1531 apparut à Cuahtlatoatzin, notre mère bien-aimée, la Dame de Guadalupe au Mexique. Cuahtlatoatzin mourut dignement »,,,.
Le inin huey tlamahuizoltzin (« Voici la grande merveille »), est un manuscrit considéré comme antérieur au Nican mopohua et donc contemporain des apparitions. Ce texte en nahuatl relate lui aussi les apparitions, même s'il ne cite pas expressément le nom de Guadalupe,,.
Un autre document manuscrit ancien, daté de 1556, fait référence aux apparitions, sans les citer directement (ni le caractère « miraculeux » de la tilma), il s'agit de l'enquête réalisée par l'évêque Mgr Montufar concernant des accusations « d’idolâtrie » faites par des Indiens dans une chapelle à Tepeyac, concernant l'image de Notre-Dame de Guadalupe. Il s'agit en fait d'un conflit entre l'évêque, qui soutient la dévotion à la Vierge de Guadalupe et le frère franciscain Francisco de Bustamante qui la condamne. L'enquête menée par l'évêque (sur les déclarations en chaire du religieux, sera interrompue par la mort de l'évêque. Ce document, oublié, est retrouvé en 1846. Il atteste d'une dévotion « spécifique » à la « Vierge de Guadalupe » dans la chapelle de Tepeyac, dès 1556,.
Le Codex Saville (ou Codex Tetlapalco) est un calendrier illustré, découvert au Pérou en 1924, et présentant une image de Notre-Dame de Guadalupe. Il est daté du milieu du XVIe siècle,,. Enfin, le chevalier Lorenzo Boturini, dans son ouvrage Catalogo del Museo Historico Indiano cite plusieurs manuscrits en nahuatl évoquant la Vierge de Guadalupe (et ses apparitions), mais ceux-ci ne sont pas parvenus jusqu'à nous,.
Premières publications
L'un des premiers récits imprimés de l'histoire des apparitions de la Vierge de Guadalupe et de l'image sur la tilmatli se trouve dans le livre Imagen de la Vierge Marie, Madre de Dios de Guadalupe, publié en 1648 (soit plus d'un siècle après les faits) par Miguel Sánchez (es), prêtre diocésain de Mexico.
Un autre récit des apparitions a été publié en langue nahuatl l'année suivante à Mexico : le Huei tlamahuiçoltica (« Le grand événement »). Ce document contient une section appelée Nican mopohua (« Voici raconté »), qui relate le récit complet des apparitions. La publication et la rédaction du Huei tlamahuiçoltica sont attribuées par une majorité des historiens à Luis Laso de la Vega, vicaire du sanctuaire de Tepeyac de 1647 à 1657. Néanmoins, la partie la plus importante de la publication, le Nican mopohua, est  beaucoup plus ancienne et elle est datée de 1550 environ (Chiron indique même 1540). 
En 1666, l'érudit Luis Becerra Tanco publie au Mexique un livre sur l'histoire des apparitions sous le nom « Origen milagroso de santuario de Nuestra Señora de Guadalupe », qui fut republié en Espagne en 1675 sous le titre « Felicidad de Mexico en la admirable aparición de la virgen María de Guadalupe y origen de su milagrosa Imagen, que se venera extramuros de aquella ciudad »,. Enfin, en 1688, le père jésuite Francisco de Florencia publia « La Estrella del Norte de México » donnant le récit des mêmes apparitions.

### Les apparitions

#### Le contexte
En 1519, Hernán Cortés débarque sur la cote du Mexique et fonde une première ville : Veracruz. De là il monte jusqu'à Mexico qu'il conquiert définitivement en 1521, mettant fin à l'empire Aztèque. Après la conquête définitive de Mexico (en 1521), les Espagnols détruisent les temples aztèques, interdisent les cultes aux anciens dieux et commencent la christianisation des populations indigènes. Les Mexicains commencent à être baptisés et découvrent la foi catholique.
Près de Mexico, sur la colline de Tepeyac, un culte à une divinité aztèque était établi (avant l'arrivée des Espagnols) : une déesse appelée « Ilamatecuhtli » ou « Cuzcamiauh » y était adorée dans un temple dédié. Différentes sources historiques et archéologiques donnent plusieurs noms à cette divinité comme « Tlatzoichpochtli » (la « jeune fille précieuse »), « Tonan » (« notre mère ») mais elle était également connue sous les noms d'« Ilamatecuhtli » (« La vieille femme ») ou de « Cuzcamiauh » (littéralement « épis de maïs » ou « Maïs en collier de fleurs », avec les variantes « Cozcamiauh » et « Cozcamiahuatl ».
En 1519, juste avant l'arrivée des conquistadors, on estime à 25 millions la population au Mexique, dont 1,5 million d'Indiens dans la vallée de Mexico. À la fin du XVIe siècle, il ne reste environ que 70 000 Indiens dans la vallée de Mexico, régulièrement au cours du siècle, les épidémies (peste et autres) ravagent la population, faisant des centaines de milliers de morts.

#### Apparitions à Tepeyac

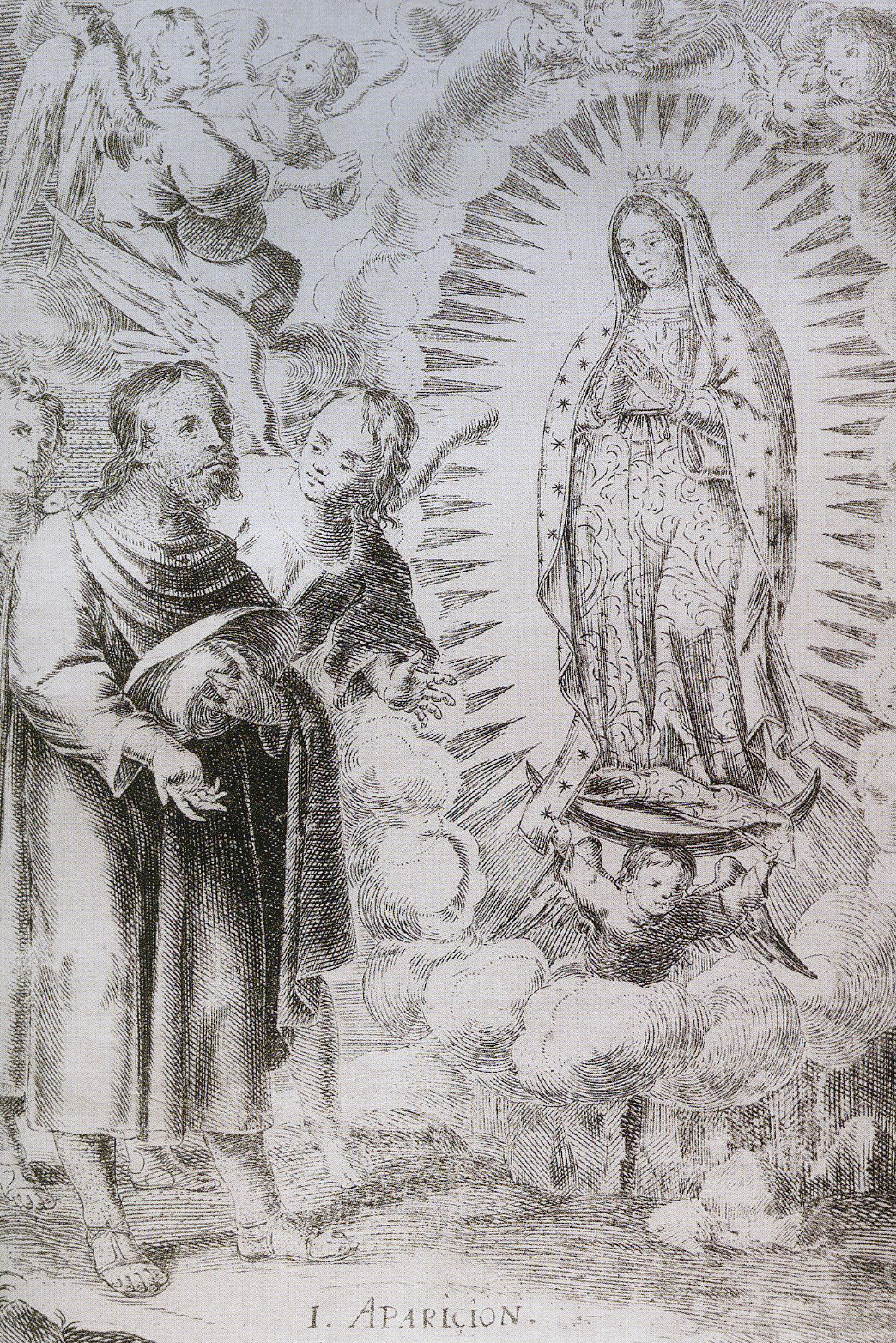
Gravure ancienne représentant l'apparition de la Vierge à Juan Diego.

Le récit des apparitions nous est parvenu par les premières publications et les premiers écrits en nahuatl rédigés quelques années ou décennies après les événements (Voir le chapitre précédent sur les premiers récits). Ce récit, tel qu'il nous est parvenu peut se résumer ainsi :
La première apparition se produit le 9 décembre 1531, à quelques kilomètres au nord de Mexico. Juan Diego est un Indien aztèque pauvre, converti au christianisme depuis peu (son ancien nom aztèque serait Cuauhtlatoatzin). Alors qu'il se rend à Mexico, de bon matin, Juan Diego âgé de 57 ans, entend des chants d'oiseaux mélodieux sur la colline qu'il est en train de longer, et du haut de la colline, une voix l'appelle. Il monte alors sur cette colline nommée Tepeyac et y découvre « un spectacle paradisiaque ». L'Indien décrit « une dame avec une longue robe éclatante de soleil, les rochers et les pierres des alentours étaient brillants comme des pierres précieuses et plusieurs arcs-en-ciel inondaient le ciel et la terre ». Cette dame lui dit qu'elle est la Vierge Marie, la Mère de Dieu, et elle lui demande d'aller voir l'évêque de Mexico pour qu'il fasse établir une chapelle sur cette colline. L'homme accède à la requête et se rend immédiatement à l'évêché,,.
Après avoir attendu longuement à l'évêché, Juan Diego est enfin reçu poliment par l'évêque, qui écoute son récit et le congédie en lui disant qu'il va réfléchir à sa demande. Juan Diego retourne sur la colline et retrouve la Vierge pour lui relater le résultat de son entrevue et l'impression d'échec qu'il a eue. Il lui demande de trouver « un noble ou une personne en vue et estimée » pour présenter sa requête à l'évêque car lui est trop pauvre pour être pris en considération. La Vierge insiste, très poliment et très respectueusement, et lui demande de retourner voir l'évêque le lendemain en insistant. Juan Diego accepte,,.
Lors de la seconde visite, le dimanche 10 décembre, l'évêque écoute longuement l'Indien et l'interroge, toujours avec l'aide d'un traducteur (Juan Diego ne parlant pas espagnol, et l'évêque ne parlant pas le nahuatl). Pour répondre positivement à la demande de construction d'un lieu de culte, l'évêque demande « un signe » authentifiant l'apparition dont Juan Diego lui fait part,. Une troisième fois, Juan Diego retourne sur la colline pour apporter la réponse de l'évêque à la dame qui lui demande de revenir le lendemain pour y recevoir le « signe » qu'il donnera à l'évêque,. Mais le lendemain, Juan Diego ne se rend pas sur la colline car son oncle est gravement malade,.

#### Dernières apparitions et miracles

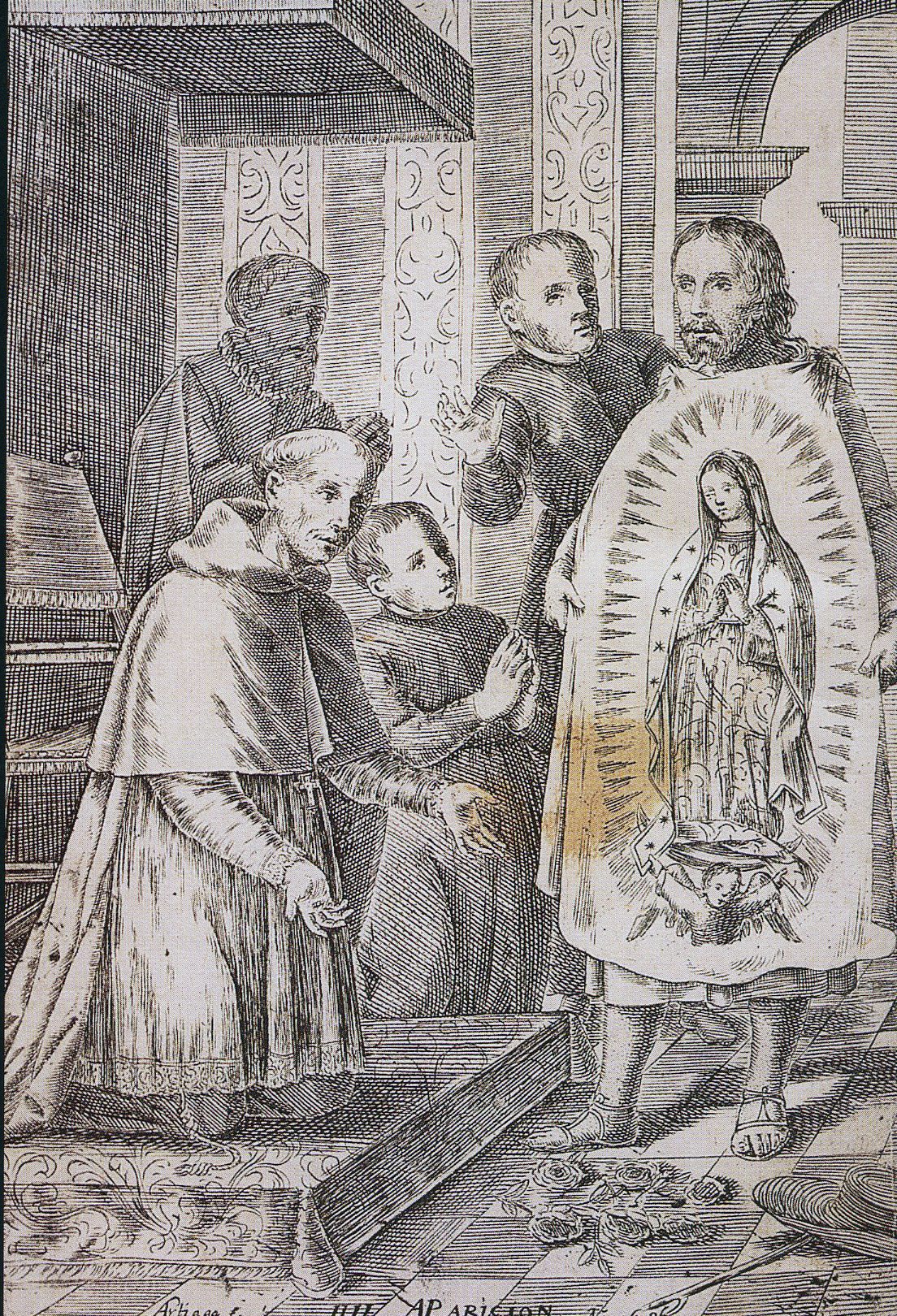
Gravure ancienne représentant le miracle de la tilma devant l'évêque.

Le mardi 12 au matin, Juan Diego part à Mexico pour trouver un prêtre pour son oncle. Ne voulant pas être en retard, il évite la colline et passe à son pied, à l'écart. C'est là que la Vierge lui apparaît et lui demande de remplir sa mission auprès de l'évêque, sans s'inquiéter pour son oncle qui est « guéri ». Il monte sur la colline à l'invitation de la Vierge et y découvre un parterre de fleurs magnifiques. Or c'est l'hiver et le sol rocailleux est très pauvre,,. L'Indien cueille une grand nombre de fleurs qu'il pose dans le pan de son manteau (sa Tilmatli), et la Vierge lui demande d'aller directement voir l'évêque et de lui ouvrir sa tilma pour lui montrer son contenu. Il se rend donc à nouveau à l'évêché, et ouvrant sa tilma, il laisse tomber les brassées de fleurs au sol, et à ce moment, sur le vêtement se retrouve imprimée l'image de la Vierge tel que l'aurait vue Juan Diego sur la colline,. L'évêque et l'Indien tombent à genoux, puis l'évêque prend le manteau pour le déposer dans sa chapelle privée. Le même jour, l'oncle de Diego : Juan Bernardino (en), très malade, et resté à son domicile, aurait lui aussi été témoin d'une apparition de la Vierge (d'après les récits), la Vierge qui lui aurait indiqué qu'elle désirait être nommée « toujours Vierge Marie de Guadalupe ». À l'issue de cette vision, Bernardino est immédiatement et complètement guéri,,.
Le lendemain, l'évêque demande alors à se rendre sur la colline pour y voir le « lieu des apparitions », et ordonne la construction d'une première chapelle (ou ermitage). En visitant le lieu des apparitions, lorsque l'évêque demande à Juan Diego de lui désigner le lieu de la dernière apparition, au pied de la colline, une source jaillit de cet endroit,. L'évêque se rend ensuite dans le village de Juan Diego, pour visiter son oncle qui leur fait le récit de l'apparition dont il a été témoin, et de sa guérison,,.

### Origine du nom
Le récit des apparitions, connu par le manuscrit du Nican mopohua, indique que le nom de « Guadalupe » attribué à la Vierge (de Guadalupe), a été « donné » par la Vierge elle-même et transmis par Juan Bernardino (en), l’oncle de Juan Diego; la Vierge disant qu'elle devait être nommée : « la Vierge parfaite, Sainte Marie de Guadalupe ».
Les érudits ne sont pas d'accord sur la manière dont le nom « Guadalupe » a été attribué à l'image. Certains pensent que Bernardino a retranscrit ou translittéré un nom nahuatl, car le site des apparitions avait longtemps été un lieu saint et sacré important pour le peuple aztèque. D'autres soutiennent que le nom espagnol Guadalupe est le nom original et fait référence à la Vierge espagnole Notre-Dame de Guadalupe vénérée en Estrémadure, dont le culte était important en Espagne au XVIe siècle, et que ce culte avait été introduit dans le Nouveau Monde avec la conquête espagnole,.
La première théorie à promouvoir une origine nahuatl fut celle de Luis Becerra Tanco. Dans son ouvrage de 1675, Felicidad de Mexico, Becerra Tanco affirmait que Juan Bernardino (en) et Juan Diego n'auraient pas été en mesure de comprendre le nom de Guadalupe, car les sons « d » et « g » n'existent pas en nahuatl.
Il a proposé deux noms nahuatl alternatifs qui ressemblent à « Guadalupe », :
- Tecuatlanopeuh [tekʷat͡ɬaˈnopeʍ], qu’il traduit comme « celle dont les origines étaient dans le sommet rocheux »
- Tecuantlaxopeuh [tekʷant͡ɬaope], « celle qui a chassé ceux qui nous dévoraient ».

Ondina et Justo Gonzalez suggèrent que le nom est une version espagnole du terme nahuatl, Coātlaxopeuh [koaːt͡ɬaˈʃopeʍ], qu'ils interprètent comme désignant « celle qui écrase le serpent » et qu'il peut sembler faire référence au serpent à plumes Quetzalcóatl. Ce qui est conforme à la tradition chrétienne qui décrit la Vierge Marie comme celle qui « écrase le serpent du jardin d'Éden ». Et Marion A. Habig propose elle Texacoatlaxopeuh, « celle qui écrase le serpent de pierre » (en référence également à la représentation classique du dieu aztèque Quetzalcoatl).
Selon une autre théorie, la juxtaposition de Guadalupe et d'un serpent pourrait indiquer un lien avec la déesse aztèque de l'amour et de la fertilité, Tonantzin (en nahuatl, « Notre mère révérée »), également connue sous le nom de Coatlicue (« La dame aux serpent » ou « la mère des dieux »). Cela pourrait être confirmé par le fait que cette déesse disposait déjà d'un temple sur la colline de Tepeyac, là ou Juan Diego avait eu sa vision, le même temple qui avait été détruit récemment à la demande des nouvelles autorités catholiques espagnoles. Au XVIe siècle, les franciscains soupçonnaient les fidèle de la Vierge de Guadalupe d'effectuer un syncrétisme, ou d’y être enclins, mélangeant les croyances ancienne et nouvelle.
Les défenseurs d'une thèse promouvant l’origine du nom en langue espagnole affirme que:
- Juan Diego et Juan Bernardino auraient été familiarisés avec les sons espagnols « g » et « d » puisque leurs noms baptismaux contenaient ces lettres et sons.
- Il n'y a aucune documentation d'aucun autre nom pour cette apparition mariale au cours des presque 144 années qui s'écoulèrent entre son apparition en 1531 et la théorie proposée par Becerra Tanco en 1675.
- Des documents rédigés par des Espagnols contemporains et des frères franciscains soutiennent que changer de nom (de la Vierge) en un autre nom (autochtone), tel que « Tepeaca » ou « Tepeaquilla », n’aurait pas eu de sens pour eux si un nom nahuatl avait déjà été en usage. Ils suggérait que le nom « espagnol » de Guadalupe était bien le nom original[33],[N 10].

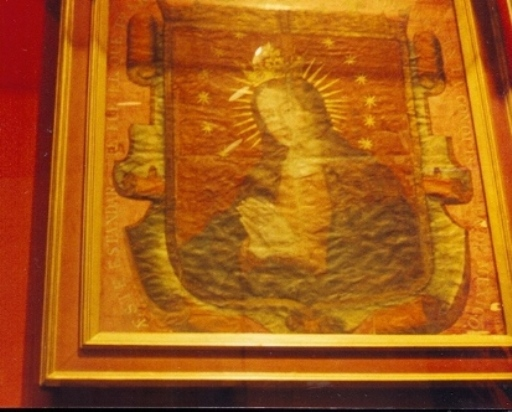
Étendard d'Hernán Cortés en 1521.

Jacques Lafaye souligne le fait que « Guadalupe » est une toponymie espagnole référant à une dévotion de la Vierge de Guadalupe en Estrémadure (Espagne). Dévotion très importante durant la conquête du Mexique auprès des conquistadores (dont Hernán Cortés) et des colons espagnols. L'historien rappelle les deux hypothèses soulevées par le père Rubén Vargas Ugarte : « ou bien ce nom lui a été donné par une espèce d'association d'idées, bien explicable dans ces circonstances, ou bien, mieux encore, parce que telle fut la volonté de la Vierge apparue ». Si Lafaye rejette la seconde hypothèse (qui demande un acte de foi), il note que la première explication, bien que relativement rationnelle, « présente cependant la particularité déconcertante d'être complètement différente de son modèle péninsulaire présumé ». L'historien propose également une hypothèse : qu'il y ait eu sur cette colline une chapelle avec une copie (de la statue) de la Vierge de Guadalupe espagnole, qui ait été progressivement remplacée par l'image peinte de la Vierge mexicaine. Il relève des écrits en ce sens datés de 1568 et 1575.

### Conséquences des apparitions
La tradition catholique et hagiographique rapporte qu'à la suite de ces apparitions, l'évêque Mgr Juan de Zumárraga fait rapidement construire une petite chapelle pour y recevoir la précieuse relique, et que les pèlerins (indigènes surtout) y affluent nombreux. Cette première construction sera suivie de nombreuses autres, jusqu'à la dernière basilique actuelle, inaugurée en 1976. 
La tradition rapporte qu'en quelques années, grâce aux apparitions, et à Notre-Dame de Guadalupe, près de 8 millions d'Indiens demandent le baptême, certains déclarant même que « l'image miraculeuse de Notre-Dame de Guadalupe a fait plus pour la conversion des Indiens que toutes les prédications antérieures ». Des chroniqueurs franciscains rapportent que des villages entiers prenaient la route, sous la direction de leur chef indigène et faisaient plus de 100 km pour trouver un missionnaire et demander le baptême, spontanément.
Pour Bouflet et Boutry, ces apparitions marquent une « rupture » dans l'histoire de l'évangélisation du Mexique, entraînant un bouleversement dans la dévotion et la croyance de millions d'hommes et de femmes.
Aujourd'hui, le sanctuaire marial de Notre-Dame de Guadalupe attire 20 millions de pèlerins par an,.
À noter que certains historiens critiquent ce « récit historique » (Voir le chapitre suivant #Contestations).

## Marques de reconnaissance officielle

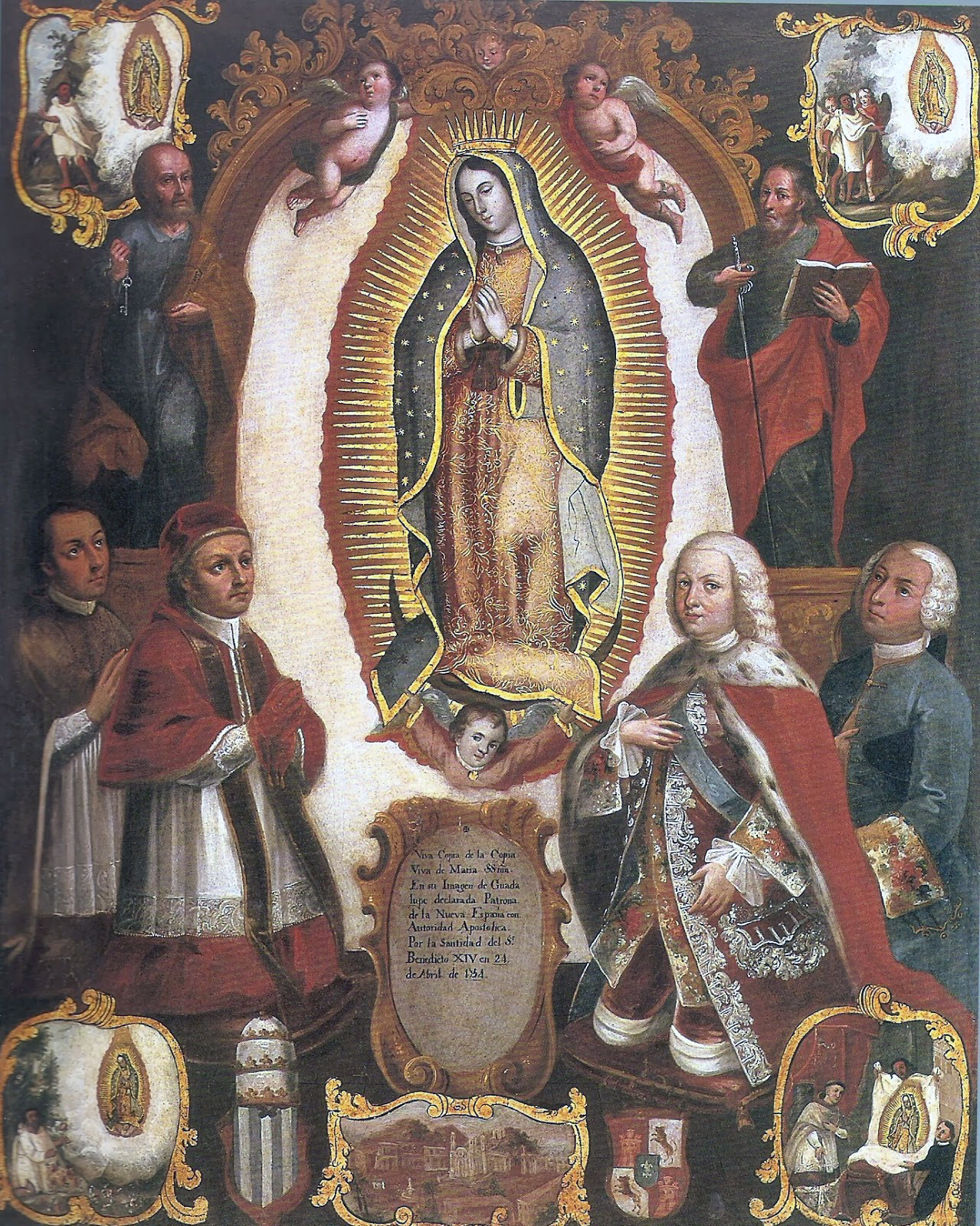
Allégorie de la déclaration pontificale de Benoît XIV le 24 avril 1754, déclarant la Vierge de Guadalupe patronne de la Nouvelle-Espagne. Auteur anonyme, XVIIIe siècle.

En 1666, l'Église de Mexico ouvre un « procès apostolique pour la reconnaissance officielle des apparitions » (connu sous le nom de Informaciones Jurídicas de 1666). Dans ce but, elle décide de recueillir des informations auprès de personnes qui déclaraient avoir connu un témoin direct des événements et de Juan Diego,. Au total 20 témoins vont déposer devant le jury, 4 sont centenaires, 4 autres ont plus de 80 ans. Ceux-ci ont connu personnellement Juan Diego, Juan Bernardino et Mgr Zumarrago. Durant le procès qui dure trois mois, les témoins cités « témoignent de tout ce qu'ils ont appris des témoins directs, sans aucune contradiction ». Les actes du procès sont envoyés au pape Alexandre VII et conservés dans les archives de la Sacrée congrégation des rites.
En 1723, une enquête officielle sur la vie de Juan Diego est ordonnée. De plus amples informations sont recueillies pour soutenir sa vénération.
Grâce aux éléments obtenus dans les Informations juridiques de 1666 (en), en 1754 la Sacrée congrégation des rites confirme la valeur réelle et valable des apparitions et accorde la célébration de la messe et de l'office pour la version catholique de la fête de Guadalupe le 12 décembre,. À la suite de cela, le pape Benoît XIV confirme l'instruction du procès de 1666, il reconnait officiellement des apparitions mariales de 1531 à Juan Diego, et déclare « Dieu n'a jamais rien fait de tel pour aucune autre nation ». Le pape élève la collégiale de Tepeyac au rang de basilique de Latran (rang égal à la basilique Saint-Jean de Latran à Rome.
En 1887, le pape Léon XIII rédige une bulle papale autorisant le couronnement canonique de l'image. Le couronnement canonique de l'image de Notre-Dame de Guadalupe se déroule en 1895. Le 12 octobre 1945, le pape Pie XII renouvelle le couronnement canonique de la Vierge la déclarant « Reine et Mère » pour le Mexique et l'Amérique.
En 1966, le pape Paul VI offre une rose d’or à l’image de Notre-Dame. En 2013, le pape François accorde une seconde rose d'or à l'image de la Vierge. 
En 2016, le pape François fait don d'une nouvelle couronne en argent plaqué or accompagnée d'une prière à l'image lors de sa visite apostolique à la basilique.
Malgré toutes ces marques de reconnaissance, y compris de plusieurs papes (attributions de roses d'or, pèlerinages, canonisation du voyant, ...), les apparitions en tant que telles n'ont jamais été canoniquement reconnues« comme authentiques ». Les procès canoniques ne se sont en effet conclus par aucune déclaration de l'évêque, et le Vatican n'a fait sur le sujet aucune proclamation officielle de reconnaissance (même si elle s'y disait favorable). Philippe Boutry souligne que le cas de Tepeyac est un des cas historiques où « le sanctuaire et son image ont longtemps effacé le voyant, où le développement du culte a occulté le récit de l'événement miraculaire qui lui a donné l'impact initial, où la mémoire de l'apparition s'est maintenue parmi les fidèles en l'absence de jugement ecclésiastique ».

## Contestations
Une des principales critiques, effectuées par les historiens depuis la fin du XVIIIe siècle contre les apparitions de Mexico, est l'absence de sources écrites (qui nous soient parvenues) de la part des acteurs proches de l'événement (le père Torquemada, le père Luis de Cisneros ou l'évêque Mgr Zumárraga.
Jacques Lafaye, dans son étude et Quetzacoatl et Guadalupe, développe la thèse d'une assimilation syncrétique par transfert progressif entre les croyances d'une divinité aztèque Tonantzin (qui disposait d'un temple sur la colline de Tepeyac) et la Vierge de Guadalupe. L'historien met en avant la pratique des chrétiens des premiers siècles de construire leurs églises sur les temples païens et autres lieux de cultes antiques pour les « christianiser ». Si la thèse syncrétique défendue par Lafaye s'appuie sur des éléments incontestables,, Philippe Boutry fait remarquer l'énorme fossé culturel et spirituel entre les « divinités aztèques » qui, d'après l'Histoire générale de Sahagún « avaient une influence néfaste, amenaient la pauvreté, l’abattement, les épreuves », et la figure de la Vierge qui « apportait la miséricorde dans la spiritualité catholique espagnole du XVIe siècle ». Boutry ajoute que le virage est encore plus difficile entre « les sacrifices humains pratiqués en l'honneur de la déesse Tonantzin » et le « rituel dévotionnel du culte marial hérité de la Chrétienté espagnole ». Boutry qui se garde de trancher le débat, note simplement que l'hypothèse de Lafaye (reprise par d'autres chercheurs) « fait peu de cas de l'intelligence et de la sensibilité religieuse des populations amérindiennes ». Enfin, en réponses aux remarques sur l'absence de publications durant un siècle, et du retard de « reconnaissance officielle » de l’Église sur l'apparition, Boutry rappelle, que dans la chrétienté du XVIe et XVIIe, il y a d'autres exemples où l'apparition et l'événement miraculeux (comme ici l'image sur la tilma), qui, après avoir amorcé le culte et les pèlerinages se trouve occulté, ne survivant que dans la mémoire des fidèles (jusqu'au jugement officiel de l’Église). À noter que Jacques Lafaye ignore (dans son étude) le Nican mopohua dont une copie était pourtant connue à son époque (achetée par un musée new-yorkais en 1880), comme deux siècles plus tôt l'historien espagnol Juan Bautista Muñoz (es) qui appliqua la même ségrégation sur les écrits indigènes et développa les mêmes critiques,.
Stafford Poole (en) reprend les conclusions de Jacques Lafaye et estime que sur le lieu de pèlerinage et sanctuaire de Tonantzin-Cihuacoatl (le mont Tepeyac), il s'est probablement opéré le syncrétisme entre ces grandes divinités de l'ancien Mexique et la plus grande sainte du christianisme, la Vierge Marie, mais il note qu'il reste difficile de démêler les ambiguïtés de l'apparition de Notre-Dame de Guadalupe et de retracer la complexité historique de l'évangélisation du Mexique.

### Note
1. ↑  Yves Chiron donne même la date de 1540 pour ce manuscrit. Voir Chiron 2008, p. 100.
2. ↑  Francisco Bustamante, frère franciscain natif de Tolède, arrivé en Nouvelle-Espagne en 1542, élu provincial en 1555.
3. ↑  Ce document sera utilisé par les détracteurs de l'image de Guadalupe pour affirmer qu'il s'agit bien d'une « image peinte par un Indien » (comme l'a affirmé Francisco de Bustamante dans cette enquête). Stafford Poole (en) reste cependant prudent sur ce type de conclusion.
4. ↑  Lorenzo Boturini rentrant en Espagne par bateau avec son précieux chargement de manuscrits, a été attaqué par des pirates qui ont dispersé et perdu en partie la précieuse cargaison. Une partie des documents qui a pu être sauvée se trouve à la BnF.
5. ↑  Ouvrage généralement connu sous le titre réduit de « Felicidad de Mexico ».
6. ↑  Voir Chute de l'Empire aztèque.
7. ↑  Dans le récit, Juan Diego explique son choix (naïf) d'essayer de « passer sans être vu de la Vierge », afin de pouvoir remplir rapidement sa mission pour son oncle malade, sans être retenu par une autre « obligation » que lui confierait la Vierge.
8. ↑  La ville de Mexico est située à 2 000 mètres d'altitude, et il n'est pas impossible qu'il y neige l'hiver.
9. ↑  Yves Chiron fait le parallèle avec les apparitions mariales de Lourdes où la Vierge donne à la voyante le nom d'« Immaculée-Conception », défini quelques années auparavant par le pape et que la jeune fille ignorait, comme Bernardino devait ignorer cette dévotion des colons espagnols (selon l'auteur). Voir Chiron 2008, p. 102.
10. ↑  Les religieux voulaient justement changer le nom, pour éviter la confusion avec la dévotion espagnole homonyme.
11. ↑  Ouvrage classique sur l'histoire du culte de Marie en Amérique hispanique : « Historia del culta de Maria en Iberoamérica », Père Rubén Vargas Ugarte, 1947, Buenos Aires.
12. ↑  À plus d'un siècle (130 ans) des événements, il était impossible d'interroger un témoin direct. L’Église a donc recherché des témoins ayant été « informés et instruits » par des témoins directe de l'événement eux-mêmes instruits par Juan Diego lui-même.
13. ↑  Pour Jean Mathiot, aucun responsable religieux n'avait pensé à faire cette démarche plus tôt, car « les faits concernant les apparitions  de la Vierge à Juan Diego et le signe de la tilma, étaient tellement évidents qu'ils ne nécessitaient pas dans l'immédiat un compte-rendu officiel écrit. ». Selon Mathiot, « les conversions de masse, les pèlerinages toujours plus imposants [..] et la piété témoignaient en faveur de l'authenticité des faits fondateurs ».
14. ↑  L'auteur souligne qu'il y en a d'autres dans l'histoire de la réforme catholique, celui-ci étant le plus célèbre.
15. ↑  En particulier des éléments topographiques et linguistiques (Tonantzin signifie « Bonne Mère », terme repris par le clergé espagnol pour désigner la Vierge Marie).
16. ↑  Ces éléments sont également rapportés par un autre chroniqueur mexicain : Fray Juan de Torquemada.
17. ↑  Au XVIIIe siècle, le témoignages des Indiens au Mexique était « récusé en justice, où ils étaient considérés comme des mineurs ». L'historien Muñoz applique cette même distance avec ces sources jugées non pertinentes. Voir Lafaye  1974, p. 348.